# Caloptilia linearis
Caloptilia linearis là một loài bướm đêm thuộc họ Gracillariidae. Nó được tìm thấy ở New Zealand.
Ấu trùng ăn Coriaria species. Chúng ăn lá nơi chúng làm tổ.